# Miniature sud-africain
Le Miniature sud-africain (afrikaans : Suid-afrikaanse Miniatuur Perd) est une race de chevaux miniature sélectionnée en Afrique du Sud à partir du Shetland et de l'Arabe. Encore rare, cette race reconnue en 1989 reste en développement dans ce pays, sous la supervision de la South Africa Miniature Horse Society. 

## Histoire

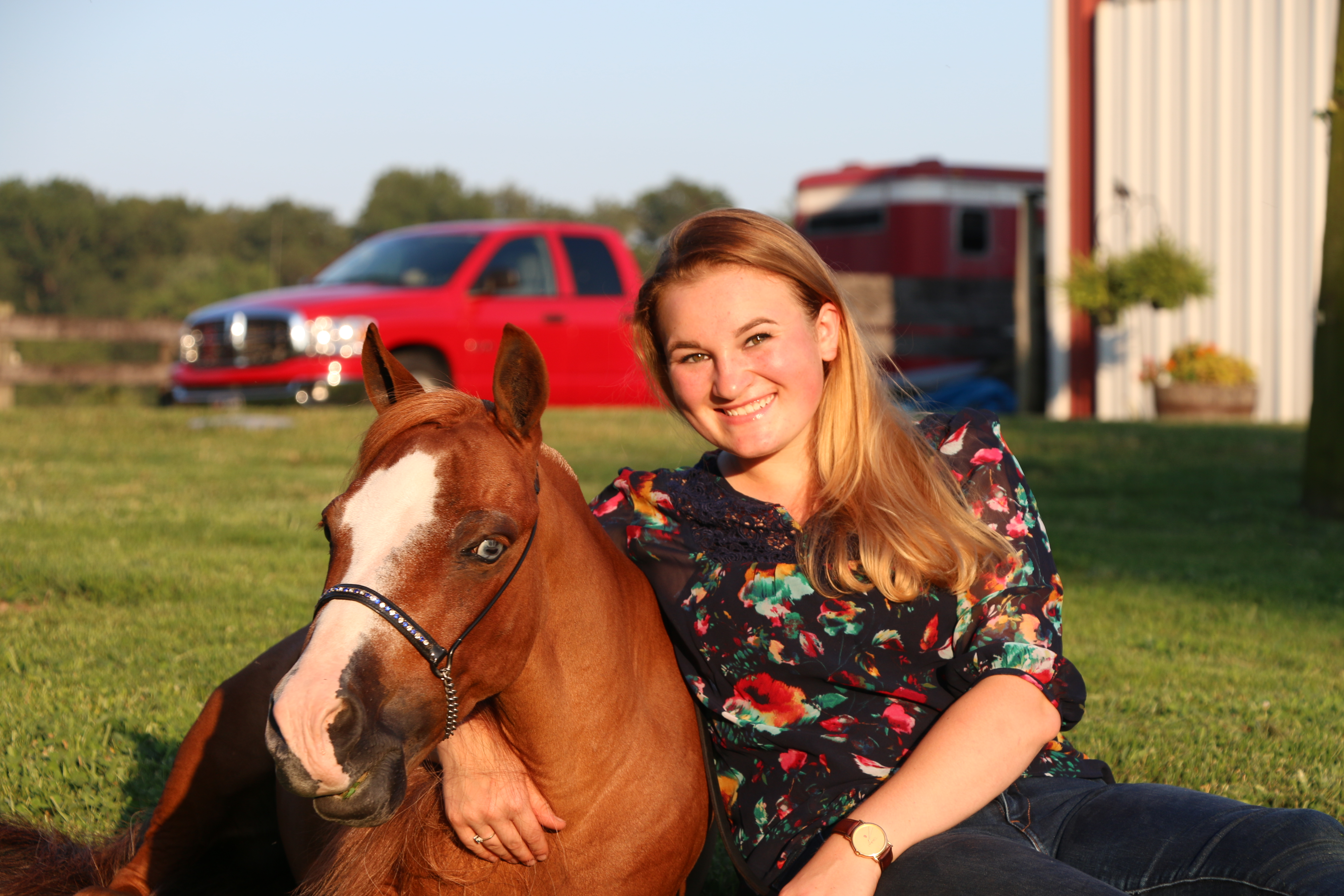
Un Miniature américain, race entrée en croisement avec le Miniature sud-africain.

Le nom en afrikaans est Suid-afrikaanse Miniatuur Perd, correspondant à South African Miniature en anglais.
L'origine de cette race remonte à 1945, par croisements entre poney Shetland et Arabe de taille réduite. La première exposition publique de chevaux miniature d'Afrique du Sud organisée par l'association des éleveurs, à la ferme de M. Wynand à Wet at Lindley, en 1985, rencontre un grand succès. En 1989, le Miniature sud-africain est officiellement reconnu dans son pays. Dix ans plus tard, entre 100 et 1 000 sujets de cette race se trouvent en Afrique du Sud. Le Miniature sud-africain est désormais développé par croisement avec le Miniature américain.

## Description
L'encyclopédie de CAB International (2016) le classe parmi les « poneys miniature ». La morphologie recherchée est cependant bien celle d'un cheval miniature, avec une fine tête dotée de grands yeux, d'un front large et d'un bout de nez fin ; un poitrail éclaté, le dos court et des pieds résistants,. Les sujets doivent mesurer 95 cm au garrot ou moins à l'âge de 5 ans pour être admis en tant que reproducteurs, d'après la South Africa Miniature Horse Society. Bonnie Lou Hendricks, de l'université de l'Oklahoma, indique une taille maximale de 90 cm.
Toutes les couleurs de robe sont autorisées. Le tempérament est recherché doux et sobre, facile à travailler,.
La sélection et le suivi de la race sont assurés par la South Africa Miniature Horse Society. Cette dernière effectue notamment des tests de dépistage génétique du nanisme équin, un cheval miniature ne devant pas porter les gènes responsables du nanisme, qui sont interdits par le standard de race.

## Utilisations
Le Miniature sud-africain sert essentiellement d'animal de compagnie, mais peut aussi être attelé à un véhicule léger. D'après Hendricks (2007), ces chevaux sont aptes à la selle avec de très jeunes enfants.

## Diffusion de l'élevage
La base de données DAD-IS compte le Miniature sud-africain comme une race locale propre à l'Afrique du Sud. En juin 2006, le département de l'agriculture sud-africain signale le Miniature parmi les races de chevaux exotiques reconnues localement.
L'étude menée par Rupak Khadka de l'Université d'Uppsala, publiée en août 2010 pour la FAO, signale le Miniature sud-africain comme race de chevaux locale africaine en danger d'extinction. Cette information doit cependant être tempérée du fait que la race est en développement, avec 700 sujets recensés (en 2014) d'après le guide Delachaux. Au contraire, d'après Bonnie Lou Hendricks, cette race serait commune en Afrique du Sud.